# Carl Bertelsen
Carl Bertelsen (Haderslev, Dinamarca, 15 de noviembre de 1937-Odense, Dinamarca, 11 de junio de 2019) fue un futbolista de Dinamarca que jugó en la posición de delantero.

## Carrera

### Club
| Periodo   | Club               |
| --------- | ------------------ |
| 1958-1960 | Haderslev FK       |
| 1961-1964 | Esbjerg fB         |
| 1964-1965 | Greenock Morton FC |
| 1965-1966 | Dundee FC          |
| 1966-1967 | Kilmarnock FC      |
| 1968-1970 | OB Odense          |

### Selección nacional
Jugó para Dinamarca en 20 ocasiones de 1962 a 1964 y anotó nueve goles; y participó en la Eurocopa 1964 donde anotó un gol.

## Tras el retiro
Luego de retirarse como futbolista pasó a ser maestro de escuela. Bertelsen murió a causa de la enfermedad de Alzheimer el 11 de junio de 2019 a los 81 años.

## Logros
- Superliga danesa (3): 1961, 1962, 1963
- Copa de Dinamarca (1): 1963-64